# Duero
Duero je jedna od najvećih rijeka na Pirenejskom poluotoku. Izvire u pokrajini Soriji u Španjolskoj. Ulijeva se u Atlantski ocean kod Porta u Portugalu. Njezina duljina je 895 km. Ime vjerojatno potječe od Kelta koji su bili na ovom području prije Rimljana. Na granici između Španjolske i Portugala rijeka prolazi kroz klanac koji je zaštićen kao nacionalni park.